# 周曙光 (1980年)
周曙光（1980年9月6日—），網名佐拉（Zuola），湖南宁乡人，公民記者，因以个人身份开设博客及报道2007年重庆杨家坪拆迁事件、厦门PX项目、蚁力神事件、2008年瓮安骚乱等事件而受到关注。2018年6月取得中華民國國籍並移居台湾。

## 經歷
- 2001年到2005年，先后在几个公司中担任网络管理员。在工作其间，周曙光开始在其博客撰写网络日志“周曙光的网络日志”，网名为Zola（佐拉）。
- 2005年3月信息产业部发布33号令，要求个人网站备案，周曙光发表网络日志，表示异议。2005年12月，33号令正式产生效果，周曙光的个人网站因没有备案登录而被国内ISP关闭，一个星期后，周曙光的个人网站和网络日志内容完整迁移到美国的DreamHost主机。
- 2006年5月正值百度与谷歌支持者間争论网络审查之际，周曙光发表文章引发互联网笑话，指出“百度贴吧没有鸡吧”，讽刺百度的网络审查规则，经洪波和罗永浩等网络知名人士转载后，引来近两万访问量。
- 2006年8月揭露“外发加工骗局”，拒绝了骗子公司提供的丰厚的删除文章的报酬，并将要求删除揭露骗局的电话录音放到网上，还动员许多网志作者转载此文来遏制外发加工骗局在网上蔓延。有近五百人通过搜索引擎搜索到这篇文章并留言，许多人在此文的帮助下识破骗局避免了损失。
- 2006年10月第一次使用“专题”来写博客，大力揭发PostShow.Net盗用图片并篡改图片水印一案，引起博客作者的广泛关注，为推广“创作共用”理念、增强版权意识起到了良好的作用。
- 2007年，周曙光以个人媒体的身份报道2007年重庆杨家坪拆迁事件，並因此周曙光被部分海內外媒體如《南方都市報》、《二十一世纪经济报道》、《潇湘晨报》、《都市快报》、美國之音、《中國時報》、英国广播公司等关注。但其网站亦因此被中國大陸官方屏蔽。[2][3][4][5][6]
- 2007年5月，周曙光应全国各地拆迁户的邀请开始全国旅行，声称开始建立“个人新闻台”为报道社会新闻，声称以个人BLOG来报道社会新闻，专挑官方媒体不敢报道的新闻。周先后到达舟山市、上海市、广州市、深圳市、珠海市、慈溪市，与当地拆迁维权户接触，发表相关的图片和文字到网络日志上，还为他们提供技术支持，动员他们建立网络日志发出自己的声音，其间被美国时代周刊采访（VOL. 171, No. 4, P.22-23, 2008年2月4日出版）。
- 2007年6月1日，周曙光到达福建省厦门市，用Twitter来用文字直播的形式报道厦门市民反PX游行，并拍下大量游行示威画面上传到“个人新闻台”，国内官方媒体全部没有报道厦门游行，周曙光用自己的网络日志报道了这一敏感的场面。
- 同年6月8日，周曙光同其他朋友来到北京的谷歌中国公司就Adsense帐户被恶意点击一事寻找Adsense的客户服务，并将与Google前台文员沟通的录像公布。周曙光见到Google的客户服务并与Google的员工进行了一个小时的交流，最终，周曙光坚持公开处理过程，但Google方面表示如果周曙光坚持公开处理，将不会提供更多信息，也不会再次审核周曙光的Adsense帐号是否正常。
- 2008年7月3日，由于报道6·28瓮安骚乱事件[7]，博客访问量过大，一天网络流量超过250G，被服务商临时关掉，次日凌晨恢复。此前国内镜像网站遭关闭是因为主机服务到期。
- 2008年12月2日，周曙光的个人网站被中国大陆防火长城屏蔽。
- 2010年2月2日，周曙光以56个字对民主的定义——“民主就是独立的个体和独立的组织在文明社会中使用除暴力外的透明手段争取利益最大化的过程中逐渐完善的游戏规则。”赢得了美国国务院发起的民主定义微型博文竞赛一等奖。[8]
- 2018年6月4日，六四事件發生29週年當天，周曙光取得中華民國國籍，並於6月8日取得中華民國護照，並表示以後將以申請台胞證的方式往返中國大陸。[9]
- 2018年7月23日，因中國「假疫苗」事件爆發，周曙光在推特上面質疑因流感病毒變化速度太快，台灣的流感疫苗並不能百分之百的預防感染，因此也是所謂「假疫苗」。引起網上論戰，周曙光並號稱自己當年生物滿分[10]，也讀過病菌大戰抗生素的文章。

## 评价
部分网民认为周所做正确，在北京谷歌中国公司，其作为一名消费者使用了其应有的消费者权利。另外在2007年重庆杨家坪拆迁事件中，其作为让更多人了解这现象。中国著名的学者崔卫平教授亦非常赞赏他的行为，她说“周曙光是在有意识地做这些事情，我觉得很有意义，如果大家都来写身边的故事的话，尤其是一些掉在缝隙中的事情，会使人们保持一定的社会道德敏感性。”
不过，少数网民也认为周曙光上传的与Google前台文员沟通的视频侵犯肖像权和隐私权，也有反对者批评他在这件事上只为出名不择手段。，阮一峰认为周曙光在帮助西宁市拆迁维权者过程已经构成了诈骗罪。